# محمد كرم
محمد أحمد كرم أحمد من مواليد 1 يناير 1955، لاعب كرة قدم كويتي سابق في مركز وسط الميدان الدفاعي. لعب في نادي العربي الكويتي.
شارك مع منتخب الكويت لكرة القدم في بطولة كأس العالم لكرة القدم 1982.

## روابط خارجية
- محمد كرم على موقع الاتحاد الدولي (مؤرشف)  (الإنجليزية)
- محمد كرم على موقع قاعدة بيانات كرة القدم.إي يو (الإنجليزية)
- محمد كرم على موقع ناشيونال فوتبول تيمز (الإنجليزية)
- محمد كرم على موقع عالم كرة القدم.نت (الإنجليزية)